# Sweet Georgia Brown
Singles de Ben Bernie
You and I / No One
(24 février 1925) I Had Someone Else Before I Had You / Happy Melody
(20 mars 1925)
Sweet Georgia Brown est une chanson américaine des années 1920 écrite par Ken Casey et Maceo Pinkard (en). Elle est enregistrée pour la première fois par Ben Bernie et son orchestre en 1925. 

## Historique
Originellement, la chanson est écrite par Maceo Pinkard et Ken Casey mais comme Ben Bernie a été le premier à l'enregistrer avec son orchestre big band, le Hotel Roosevelt Orchestra, on lui accorde une mention de coauteur. La chanson est publiée, le 19 mars 1925, sur la face B d'un 78 tours sous l'étiquette Vocalion Records (15002), couplée à Yearning Just For You,.

## Reprises
La version la plus connue est celle sans paroles, avec des sifflements et des claquements d'os, de Brother Bones & his Shadows (en), parue en 1949 sur un 78 tours de Tempo Records (en) (couplée à la chanson Margie (en) en face B). En 1952, cette version est adoptée comme chanson-thème par l'équipe américaine de basket-ball, les Globetrotters de Harlem. 
La chanson a aussi été reprise par de nombreux chanteurs célèbres autant jazz, comme Bing Crosby, Louis Armstrong ou encore Ella Fitzgerald, que pop ou rock 'n' roll, tels Trini Lopez, Nancy Sinatra et Jerry Lee Lewis.

### Versions de Tony Sheridan avec et sans les Beatles
Le chanteur et guitariste britannique Tony Sheridan, sous contrat avec le producteur et chef d'orchestre Bert Kaempfert, l'a enregistrée au Musikhalle (de) de Hambourg, le 21 décembre 1961, pour la société Polydor et incluse dans son album My Bonnie paru en juin 1962 crédité à Tony Sheridan and The Beat Brothers. À part la chanson homonyme et The Saints, enregistrées avec les membres des Beatles, toutes les chansons qui s'y trouvent sont enregistrées par d'autres musiciens, y compris les titres Swanee River et Sweet Georgia Brown.
Afin de résilier le contrat liant Kaempfert aux Beatles, le producteur allemand leur demande d'enregistrer une nouvelle version de Swanee River et de Sweet Georgia Brown pour leur compatriote. Le 24 mai 1962, le groupe britannique, avec leur premier batteur Pete Best et accompagné du claviériste Roy Young, enregistre la piste musicale de cette nouvelle version  sur laquelle Sheridan enregistrera les paroles le 7 juin suivant. Cette version ne sera publiée en Allemagne sur un E.P. intitulé Ya Ya (Polydor - 21 485) au mois d'octobre et en Grèce l'année suivante sur la face B d'un single couplée à Ya Ya Part 1, toutes deux publiées au nom de Tony Sheridan and the Beat Brothers. Le ruban de Swanee River sera rapidement perdu. En 1964, une nouvelle piste vocale est enregistrée par Sheridan avec des paroles qui font référence à la Beatlemania qui fait rage à ce moment. Cette nouvelle version est publiée en 45 tours et sur l'album The Beatles' First !.
De plus, en avril 1964, Sheridan publie un album intitulé Just a Little Bit of Tony Sheridan, enregistré avec le Bobby Patrick Big Six, mais toujours crédité aux Beat Brothers. Cet album, produit par Paul Murphy, contient une nouvelle version de Sweet Georgia Brown, enregistrée le 18 février 1964, qui sortira aussi en Allemagne, le même mois, en face B du single Skinny Minny (en) [sic]  (Polydor – 52 324) bien que certaines sources affirme de ce single contient la version par les Beatles.